# Aris Brimanis
Aris Brimanis (né le 14 mars 1972 à Cleveland aux États-Unis) est un joueur professionnel américain de hockey sur glace évoluant au poste de défenseur.

## Biographie
En junior, Brimanis joue pour la Bowling Green State University (BGSU) puis pour les Wheat Kings de Brandon dans la Ligue de hockey de l'Ouest. Il est ensuite choisi à la 86e position du repêchage d'entrée dans la LNH 1991 par les Flyers de Philadelphie. Il ne dispute que 113 matchs dans la Ligue nationale de hockey avec les Flyers, les Islanders de New York les Mighty Ducks d'Anaheim et les Blues de Saint-Louis. Il joue essentiellement avec les équipes de développement de ces franchises de la LNH, que ce soit dans la LIH ou dans la LAH. 
En 2005, il part jouer en Suisse, dans la LNA, puis rejoint la DEL en Allemagne. Il a remporté la DEL 2010 avec les Hannover Scorpions.

## Statistiques
| Saison     | Équipe                     | Ligue      |     | Saison régulière | Saison régulière | Saison régulière | Saison régulière | Saison régulière |    | Séries éliminatoires | Séries éliminatoires | Séries éliminatoires | Séries éliminatoires | Séries éliminatoires |
| Saison     | Équipe                     | Ligue      | PJ  | B                | A                | Pts              | Pun              | PJ               | B  | A                    | Pts                  | Pun                  |                      |                      |
| 1990-1991  | Falcons de Bowling Green   | NCAA       | 38  | 3                | 6                | 9                | 42               |                  |    |                      |                      |                      |                      |                      |
| 1991-1992  | Falcons de Bowling Green   | NCAA       | 32  | 2                | 9                | 11               | 38               |                  |    |                      |                      |                      |                      |                      |
| 1992-1993  | Wheat Kings de Brandon     | LHOu       | 71  | 8                | 50               | 58               | 110              | 4                | 2  | 1                    | 3                    | 7                    |                      |                      |
| 1993-1994  | Bears de Hershey           | LAH        | 75  | 8                | 15               | 23               | 65               | 11               | 2  | 3                    | 5                    | 12                   |                      |                      |
| 1993-1994  | Flyers de Philadelphie     | LNH        | 1   | 0                | 0                | 0                | 0                | --               | -- | --                   | --                   | --                   |                      |                      |
| 1994-1995  | Bears de Hershey           | LAH        | 76  | 8                | 17               | 25               | 68               | 6                | 1  | 1                    | 2                    | 14                   |                      |                      |
| 1995-1996  | Bears de Hershey           | LAH        | 54  | 9                | 22               | 31               | 64               | 5                | 1  | 2                    | 3                    | 4                    |                      |                      |
| 1995-1996  | Flyers de Philadelphie     | LNH        | 17  | 0                | 2                | 2                | 12               | --               | -- | --                   | --                   | --                   |                      |                      |
| 1996-1997  | Flyers de Philadelphie     | LNH        | 3   | 0                | 1                | 1                | 0                | --               | -- | --                   | --                   | --                   |                      |                      |
| 1996-1997  | Phantoms de Philadelphie   | LAH        | 65  | 14               | 18               | 32               | 69               | 10               | 2  | 2                    | 4                    | 13                   |                      |                      |
| 1997-1998  | K-Wings du Michigan        | LIH        | 35  | 3                | 9                | 12               | 24               | 4                | 1  | 0                    | 1                    | 4                    |                      |                      |
| 1997-1998  | Phantoms de Philadelphie   | LAH        | 30  | 1                | 11               | 12               | 26               | --               | -- | --                   | --                   | --                   |                      |                      |
| 1998-1999  | Canadiens de Fredericton   | LAH        | 8   | 2                | 4                | 6                | 6                | 15               | 3  | 10                   | 13                   | 18                   |                      |                      |
| 1998-1999  | Griffins de Grand Rapids   | LIH        | 66  | 16               | 21               | 37               | 70               | --               | -- | --                   | --                   | --                   |                      |                      |
| 1999-2000  | Bruins de Providence       | LAH        | 7   | 0                | 2                | 2                | 2                | 14               | 3  | 4                    | 7                    | 10                   |                      |                      |
| 1999-2000  | Islanders de New York      | LNH        | 18  | 2                | 1                | 3                | 6                | --               | -- | --                   | --                   | --                   |                      |                      |
| 1999-2000  | Blades de Kansas City      | LIH        | 46  | 5                | 17               | 22               | 28               | --               | -- | --                   | --                   | --                   |                      |                      |
| 2000-2001  | Islanders de New York      | LNH        | 56  | 0                | 8                | 8                | 26               | --               | -- | --                   | --                   | --                   |                      |                      |
| 2000-2001  | Wolves de Chicago          | LIH        | 20  | 2                | 2                | 4                | 14               | 16               | 3  | 1                    | 4                    | 8                    |                      |                      |
| 2001-2002  | Mighty Ducks d'Anaheim     | LNH        | 5   | 0                | 0                | 0                | 9                | --               | -- | --                   | --                   | --                   |                      |                      |
| 2001-2002  | Mighty Ducks de Cincinnati | LAH        | 72  | 2                | 9                | 11               | 44               | 3                | 1  | 0                    | 1                    | 0                    |                      |                      |
| 2002-2003  | IceCats de Worcester       | LAH        | 38  | 8                | 13               | 21               | 51               | 3                | 0  | 0                    | 0                    | 2                    |                      |                      |
| 2003-2004  | Blues de Saint-Louis       | LNH        | 13  | 0                | 0                | 0                | 4                | --               | -- | --                   | --                   | --                   |                      |                      |
| 2003-2004  | IceCats de Worcester       | LAH        | 65  | 4                | 15               | 19               | 56               | 10               | 1  | 0                    | 1                    | 6                    |                      |                      |
| 2004-2005  | IceCats de Worcester       | LAH        | 69  | 4                | 13               | 17               | 44               | --               | -- | --                   | --                   | --                   |                      |                      |
| 2005-2006  | Kloten Flyers              | LNA        | 36  | 2                | 8                | 10               | 56               | 11               | 0  | 4                    | 4                    | 16                   |                      |                      |
| 2006-2007  | Kloten Flyers              | LNA        | 44  | 5                | 10               | 15               | 80               | 10               | 0  | 1                    | 1                    | 12                   |                      |                      |
| 2007-2008  | Scorpions de Hanovre       | DEL        | 53  | 4                | 7                | 11               | 44               | 3                | 0  | 0                    | 0                    | 0                    |                      |                      |
| 2008-2009  | Scorpions de Hanovre       | DEL        | 49  | 5                | 11               | 16               | 38               | 11               | 0  | 0                    | 0                    | 8                    |                      |                      |
| 2009-2010  | Scorpions de Hanovre       | DEL        | 56  | 8                | 18               | 26               | 48               | 11               | 1  | 4                    | 5                    | 4                    |                      |                      |
| 2010-2011  | Scorpions de Hanovre       | DEL        | 52  | 6                | 13               | 19               | 50               | 5                | 3  | 0                    | 3                    | 2                    |                      |                      |
| 2011-2012  | EC Hannover Indians        | Oberliga   | 19  | 4                | 3                | 7                | 10               | 4                | 0  | 0                    | 0                    | 2                    |                      |                      |
| Totaux LNH | Totaux LNH                 | Totaux LNH | 113 | 2                | 12               | 14               | 57               | --               | -- | --                   | --                   | --                   |                      |                      |